# KdF-Wagen

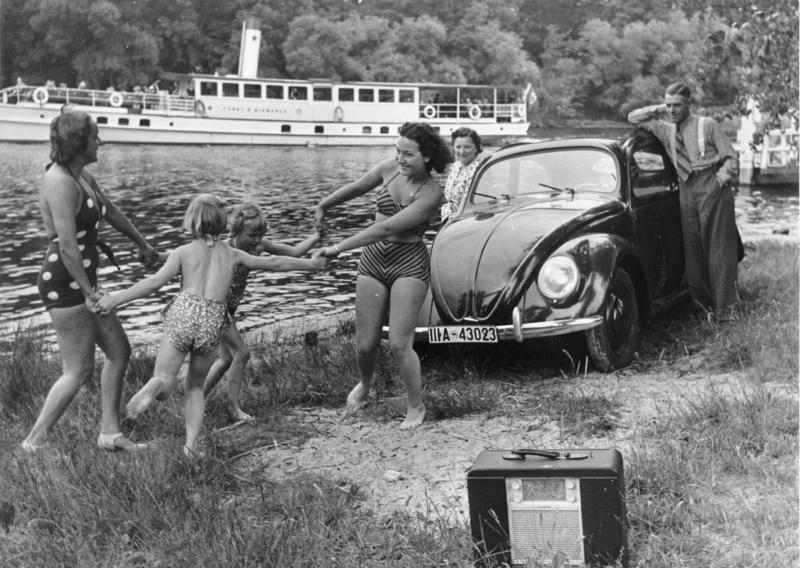
Немецкое рекламное фото 1939 года — семья с автомобилем KdF и радио у реки

KdF-Wagen («Автомобиль KdF») — социальная программа нацистской политической организации «Сила через радость» (нем. Kraft durch Freude, KdF) по предоставлению жителям Германии «народного автомобиля» по цене в 990 рейхсмарок, проводившаяся с августа 1938 года по 1945 год. Таким автомобилем стал разработанный Фердинандом Порше в 1934—1939 годах Volkswagen Typ 1 (широко известный как «Жук»).
Заинтересованное в создании немецкого «народного автомобиля» (нем. Volkswagen), нацистское руководство Германии в 1934 году поручило Фердинанду Порше разработать проект такой модели. В августе 1938 года «Сила через радость» представила свою программу приобретения этих автомобилей. Потенциальные покупатели подписывали сберегательный контракт, по которому они должны были еженедельно уплачивать 5 рейхсмарок, о чём в виде почтовых марок делались записи в сберегательной книжке. К концу Второй мировой войны в 1945 году было построено всего 630 «Жуков», но ни один из них не поступил в продажу, а завод переключился на выпуск самолётов и военных автомобилей. После войны все 336 000 участников программы потеряли все внесенные ими деньги, но после долгих судебных разбирательств им была выплачена частичная компенсация.

## Причины создания проекта
В Германии в 1930-е годы наблюдалось серьёзное отставание в уровне автомобилизации по сравнению с другими странами: в 1930 году в стране с населением 65 миллионов человек было зарегистрировано лишь около 500 тысяч автомобилей. В это же время во Франции и Великобритании свой автомобиль был уже у 1,5 миллиона жителей на 41 и 37 миллионов населения соответственно, а в США, где массовая автомобилизация началась в начале XX века, было зарегистрировано уже около 26 миллионов автомобилей на 122 миллиона человек. После прихода к власти в 1933 году рейхсканцлер Адольф Гитлер объявил о необходимости создания «народного автомобиля» (нем. Volkswagen) для жителей Германии со следующими параметрами: вместимость для четырёх человек, максимальная скорость в 100 км/ч, дешевизна и экономичность. Нацисты стали широко использовать проект в пропагандистских целях. В Германии также была ещё одна важная проблема для автолюбителей — цена за литр бензина составляла 39 пфеннигов, что было вдвое дороже, чем в США, ввиду высоких налогов. Нацисты хотели сделать контраст и на этом: если раньше езда на автомобиле была привилегией высшего класса, то теперь личный автомобиль станет доступен всем. Гитлер был лично заинтересован в массовом производстве легковых автомобилей, поскольку заводы по их выпуску можно было легко переделать в заводы по производству военных автомобилей или иной военной техники.

## История

### Строительство завода и реализация программы (1937—1939)

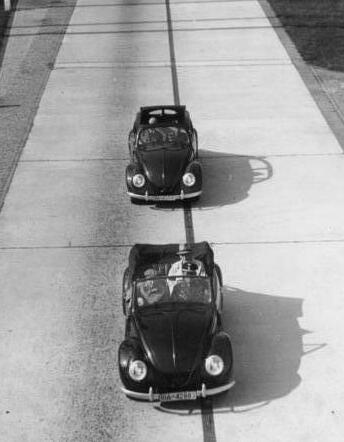
Два «Жука» на автобане, 1943 год. Пропагандистское фото НСДАП

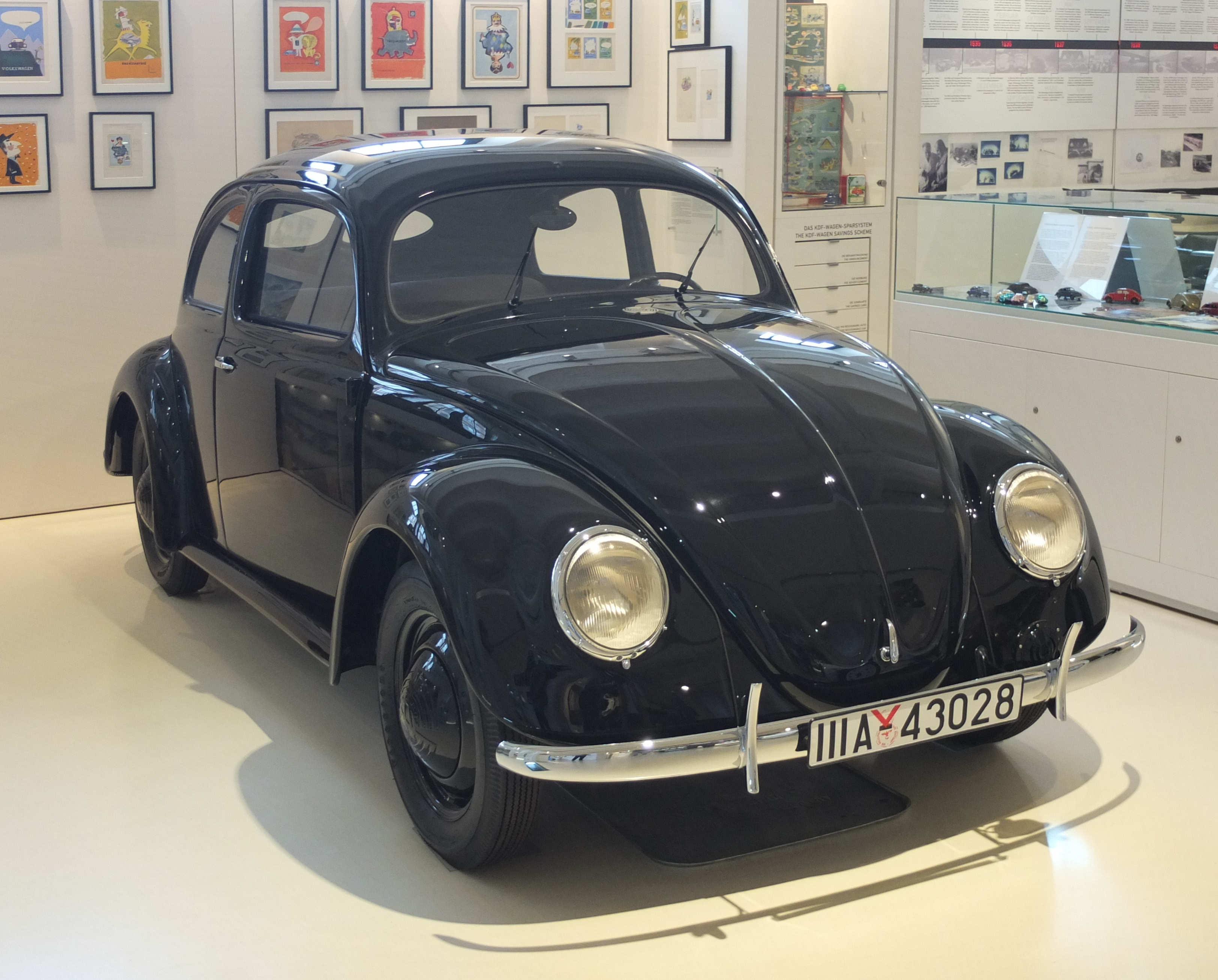
Предсерийный «Жук» 1939 года

История будущего «народного автомобиля» началась 22 июня 1934 года, когда Ассоциация автомобильной промышленности Германии подписала контракт с Фердинандом Порше о создании автомобиля, который в будущем назовут «Жуком». Но нехватка сырья и нерешённые вопросы с финансированием привели к тому, что проект создания «народного автомобиля» разрабатывался крайне медленно. Всё изменилось в январе 1937 года, когда в создание автомобиля включился Немецкий трудовой фронт (нем. Deutsche Arbeitsfront, DAF), который 28 мая 1937 года учредил в Берлине компанию «Gesellschaft zur Vorbereitung des Deutschen Volkswagens» («Общество с ограниченной ответственностью для разработки немецкого народного автомобиля», сокращённо «Gezuvor»), которой 16 сентября 1938 года дадут новое, сокращённое название — «Volkswagenwerk GmbH».
Весной 1938 года в будущем городе, названном Штадт дес КдФ-Вагенс бай Фаллерслебен, началось строительство автомобильного завода по выпуску будущих «Жуков». 26 мая 1938 года состоялась церемония закладки первого камня в основание будущего завода, организованная DAF. На ней в присутствии 50 тысяч человек были представлены будущие «народные автомобили». Гитлер окрестил будущий автомобиль «KdF-Wagen», в честь партийной организации «Сила через радость» (нем. Kraft durch Freude, KdF), входившей в состав DAF и взявшей на себя ответственность за создание социальной программы приобретения «народного автомобиля». Лидер DAF — Роберт Лей — в 1938 году заявил, что «через десять лет у каждого рабочего Германии будет свой Volkswagen». В октябре 1938 года усилиями DAF началась подготовка рабочей силы будущего предприятия. В конце 1938 года на ещё строящийся завод уже завезли первое оборудование. Презентация «Жука» для широкой публики и прессы состоялась 17 февраля 1939 года на Международной автомобильной и мотоциклетной выставке в Берлине. С 1938 по 1945 год автозавод Volkswagen собрал всего лишь около 630 «Жуков», но ни один из них не был доставлен участникам программы.
12 августа 1938 года KdF представила свою программу покупки «народного автомобиля» — участникам программы необходимо было выплачивать сумму в пять рейхсмарок еженедельно, чтобы в будущем они могли стать владельцами нового «Жука». Был придуман специальный слоган — «плати пять марок каждую неделю, чтобы ездить на собственном автомобиле» (нем. Fünf Mark die Woche musst du sparen, willst du im eigenen Wagen fahren). Цена нового «Жука» в тёмно-синем цвете составляла 990 рейхсмарок, а за дополнительную плату в 60 рейхсмарок предлагался кабриолет. До конца 1941 года выдавались жёлтые сберегательные книжки с красными марками, а после — синие книжки с зелёными марками. Всего было зарегистрировано около 336 000 участников, что, однако, было куда меньше, чем хотели нацисты (завод мог производить до 500 000 машин в год), поскольку такое число покупателей не покрывало всю стоимость разработки и выпуска автомобиля, а «Жук» сам по себе всё ещё был слишком дорогим для простых рабочих. Более того, проект «народного автомобиля» был в целом экономически нерентабельным, а не закончиться раньше времени ему дало лишь правительство Германии. Британский историк Адам Тузе отмечал, что «даже если бы не вмешалась война, развитие событий вплоть до 1939 года ясно показывает, что вся концепция «народного автомобиля» была катастрофически неудачной».

### Отмена программы (1939—1950)
Когда 1 сентября 1939 года началась Вторая мировая война, выпуск «Жуков», так и не дошедший до массового производства, пришлось остановить. 21 сентября 1939 года Volkswagen подписала контракт с Junkers о производстве крыльев для самолётов Ju 88 и ремонт имеющихся самолётов этой модели. 16 октября 1939 года, когда стало понятно, что выпуск гражданских автомобилей более невозможен, завод было решено перепрофилировать на выпуск военных автомобилей. Таковым стал выпускавшийся с 3 августа 1940 года Kübelwagen, построенный на платформе «Жука». К 10 апреля 1945 года было собрано 37 320 таких автомобилей. 10 августа 1942 года на заводе начинается сборка автомобиля-амфибии Typ 166 Schwimmwagen, до прекращения их производства 12 сентября 1944 года было собрано 14 276 таких автомобилей. 11 июля 1941 года с конвейера автозавода сошла первая с начала войны небольшая партия из 41 «Жука», собранная для создания у населения впечатления скорого налаживания на предприятии серийного производства гражданских автомобилей. За 1942 год Volkswagenwerk собрал ещё 157 «Жуков», за 1943 год — ещё 303 таких автомобиля, за 1944 год — ещё 129. 11 апреля 1945 года в Штадт дес КдФ-Вагенс бай Фаллерслебен вошли американские войска. С освобождением города, получившего новое название Вольфсбург, история Volkswagen как военного предприятия завершается. В июне 1945 года завод был передан Великобритании, под руководством которой 27 декабря 1945 года возобновляется серийное производство «Жуков» для нужд британской оккупационной администрации. С 1946 года возобновляется серийное производство автомобиля для гражданского населения, а с 1947 года начинается экспорт в другие страны. «Жук» впоследствии стал мировым успехом — к моменту завершения производства в Мексике в 2003 году было выпущено 21 529 464 автомобиля (из них около 15,8 миллиона - на заводе в Германии), что сделало «Жук» одним из самых массовых легковых автомобилей в мировой истории.